# Fuzuli

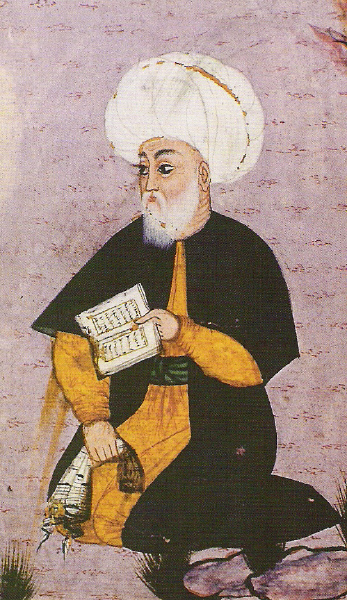
Fuzuli

Mehmed ibn Süleyman Fuzuli (ur. ok. 1495, zm. 1556) – azerski poeta tworzący w językach perskim, azerskim i arabskim.

## Życiorys
Fuzuli urodził się na terenie obecnego Iraku. Jego rodzina należała do oguzkiego plemienia Bajat. Jednak mimo koczowniczego pochodzenia, rodzina Fuzûlî od dawna była osiedlona w miastach.
Początkowo Fuzuli był nauczany przez swojego ojca, muftiego w Al-Hilla, następnie przez nauczyciela o imieniu Rahmetullah. W tym czasie poznał języki turecki i arabski. Jego ojczystym językiem był język azerski. 
W 1534 osmański sułtan Sulejman I Wspaniały podbił Bagdad, w którym mieszkał Fuzuli. Poeta uzyskał wówczas możliwość zostania nadwornym poetą. Uzyskał wówczas stypendium, które jednak z powodu biurokracji nigdy nie zostało mu wypłacone.
Fuzuli zmarł w 1556 podczas epidemii dżumy.

## Twórczość
Fuzûlî stworzył trzy dywany w językach perskim, arabskim i azerskim, jak również wiele poematów. Jednym z najsłynniejszych jego poematów jest Haszysz i Wino, w którym porównuje on sułtana Bajazyda II do haszyszu a szacha Isma'ila I do wina. Równie znany jest poemat Lajla i Madżnun, którego tematem jest klasyczna bliskowschodnia historia miłosna Lajli i Madżnuna.
Fuzûlî uważany jest za jednego z najwybitniejszych poetów tureckich. Jego twórczość miała ogromny wpływ na literaturę zarówno Turcji jak i Azerbejdżanu.
Poemat Beng ü Bâde został przetłumaczony na język polski przez Stanisławę Płaskowicką-Rymkiewicz pt. Haszysz i Wino i wydany w 1973 roku przez Ossolineum.